# اتاق تمیز

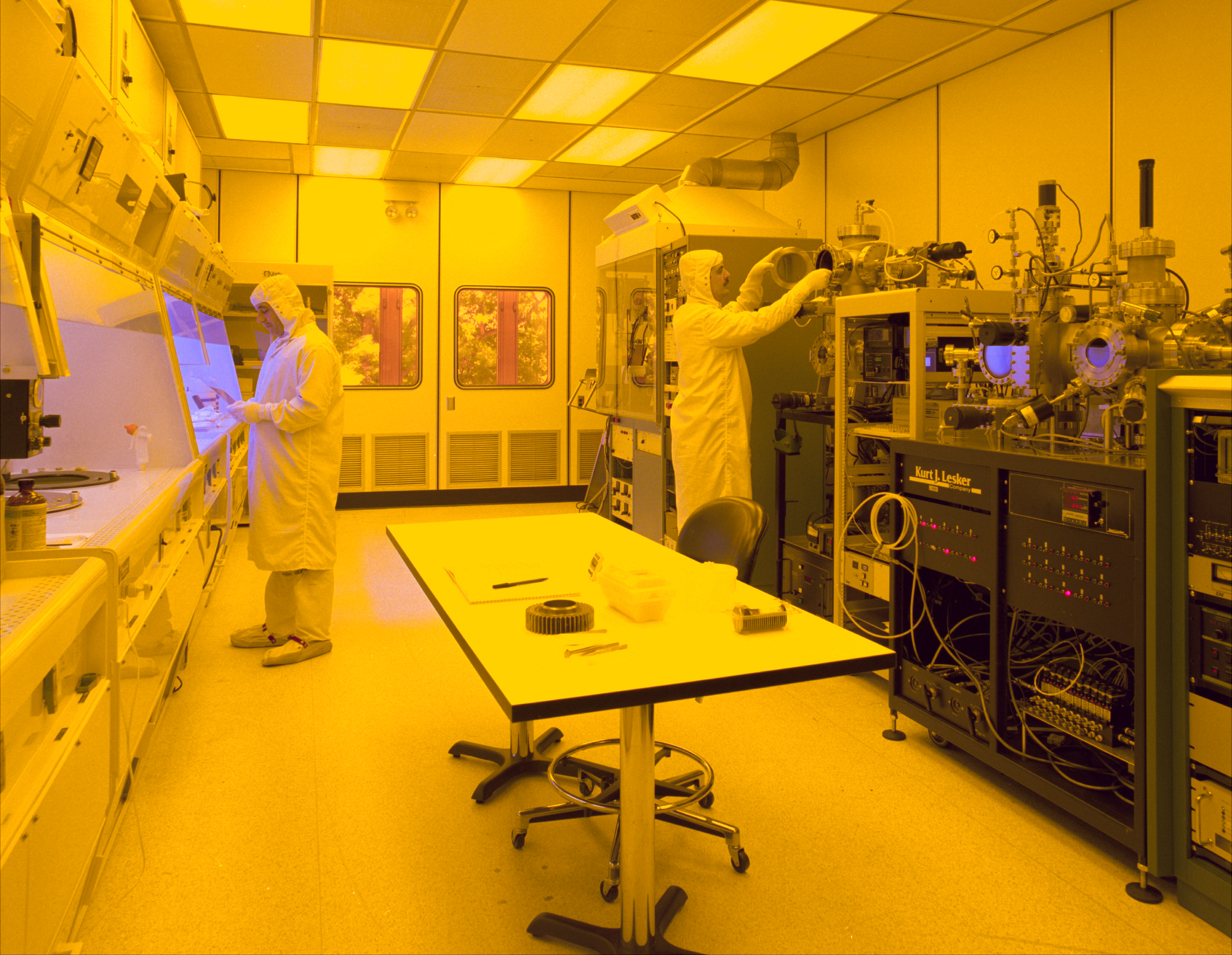
اتاق تمیز یکی از مراکز تحقیقاتی ناسا.

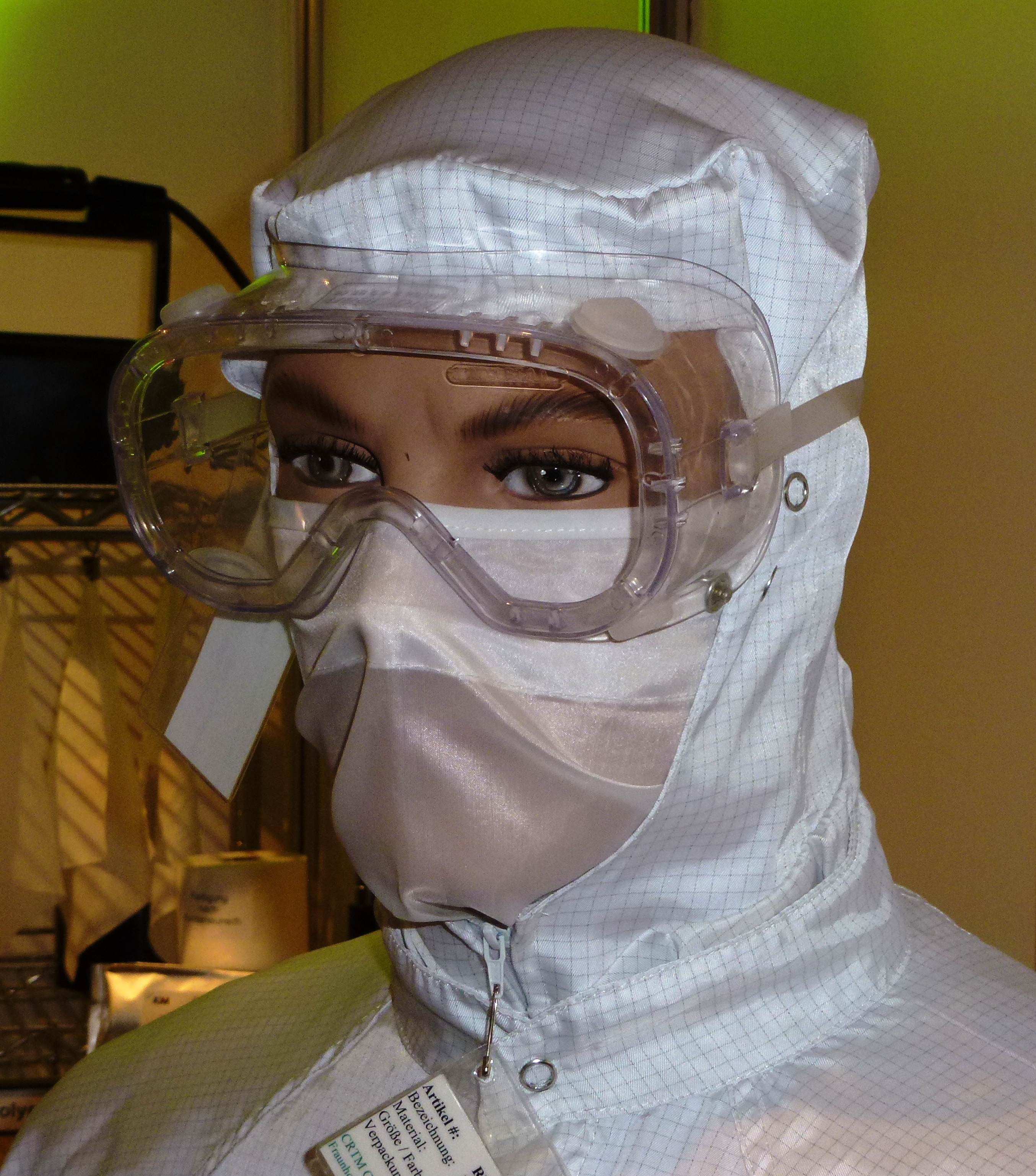
یک نمونه سرپوش و محافظ چشمی در پوششهای اتاق تمیز

اتاق تمیز اصولاً به محیطی گفته می‌شود که جهت تولید یا تحقیقات علمی و صنعتی در آن فعالیت‌هایی صورت می‌گیرد و در این محیط مقدار آلاینده‌های زیست‌محیطی بسیار پایین‌تر از حد معمول فضای یک محیط بسته می‌باشد. آلاینده‌های معمول عبارتند از: گرد و غبار، میکروبهای معلق در فضا و بخار مایعات محیطی. به‌طور دقیق تر اتاق تمیز محیطی با آلایش کنترل شده ذرات معلق در فضاست که در هر متر مکعب آن تعداد معینی ذره موجود است. به‌طور مثال در ساختار تعریف شده در  سازمان بین‌المللی استانداردسازی برای اتاق‌های تمیز تعداد کمتر از ۳۵ میلیون ذره در هر متر مکعب تشریح شده‌است.

## تعریف
اتاق‌های تمیز معمولاً برای تولید مواد نیمه رسانا مانند ژرمانیوم، سیلیکون یا برای تولید لوازم فنی پزشکی و زمینه‌های دیگر که تولیدات مربوط به آن‌ها نیاز به محیطی کنترل‌شده دارند
جریان هوای هدایت شده به داخل اتاق‌های تمیز توسط دستگاه مخصوص تصفیه و فیلتر می‌شوند و همچنین هوای داخل محیط به‌طور دائم در چرخش و تصفیه مجدد قرار می‌گیرد و توسط دستگاه‌های تمیزکننده ذرات هوابرد با اثر بر ذرات بسیار ریز میکرونی (HEPA) یا (ULPA) پردازش می‌شوند تا ذرات ایجاد شده در محیط اتاق تمیز در فیلترها تله شوند.
کارکنان از اتاق‌های تعویض لباس وارد اتاق تمیز می‌شوند و همواره از لباس‌های مخصوص و پوشیده مانند کلاه و ماسک و دستکش و روپوش و کفش ویژه و...  بسته به کلاس‌بندی استفاده می‌کنند. حتی وسایل کار و دستگاه‌های موجود در اتاق تمیز نیز به شکلی طراحی شده‌اند تا کمترین تعداد ذرات معلق در هوا از نتیجه کارشان حاصل شود.
قابل توجه‌است که اتاق تمیز محیط استریل نیست و الزاماً به دلیل تعداد کنترل شده ذرات معلق در هوای محیط، اتاق تمیز نامیده می‌شود. این ذرات توسط دستگاه شمارنده این ذرات قابل اندازه‌گیری هستند.
از نظر جریان هوا می‌توان اتاق‌های تمیز را به دودسته کلی تقسیم نمود: 1- اتاق تمیز با جریان لامینار (یک سویه) 2- اتاق تمیز با جریان غیر لامینار (غیر یک سویه) انتخاب نوع جریان اتاق تمیز با توجه به کلاس اتاق تمیز و کاربرد اتاق تمیز مورد نظر صورت می‌گیرد. اتاق‌های تمیز با جریان لامینار یا یک سویه کلاس بالاتر و یا به عبارتی اتاق تمیز با درجه تمیزی بالاتری را فراهم می سازند در نتیجه در صنایع حساس تر به آلودگی‌های ذره‌ای و میکروبی از این نوع اتاق تمیز استفاده می نمایند.

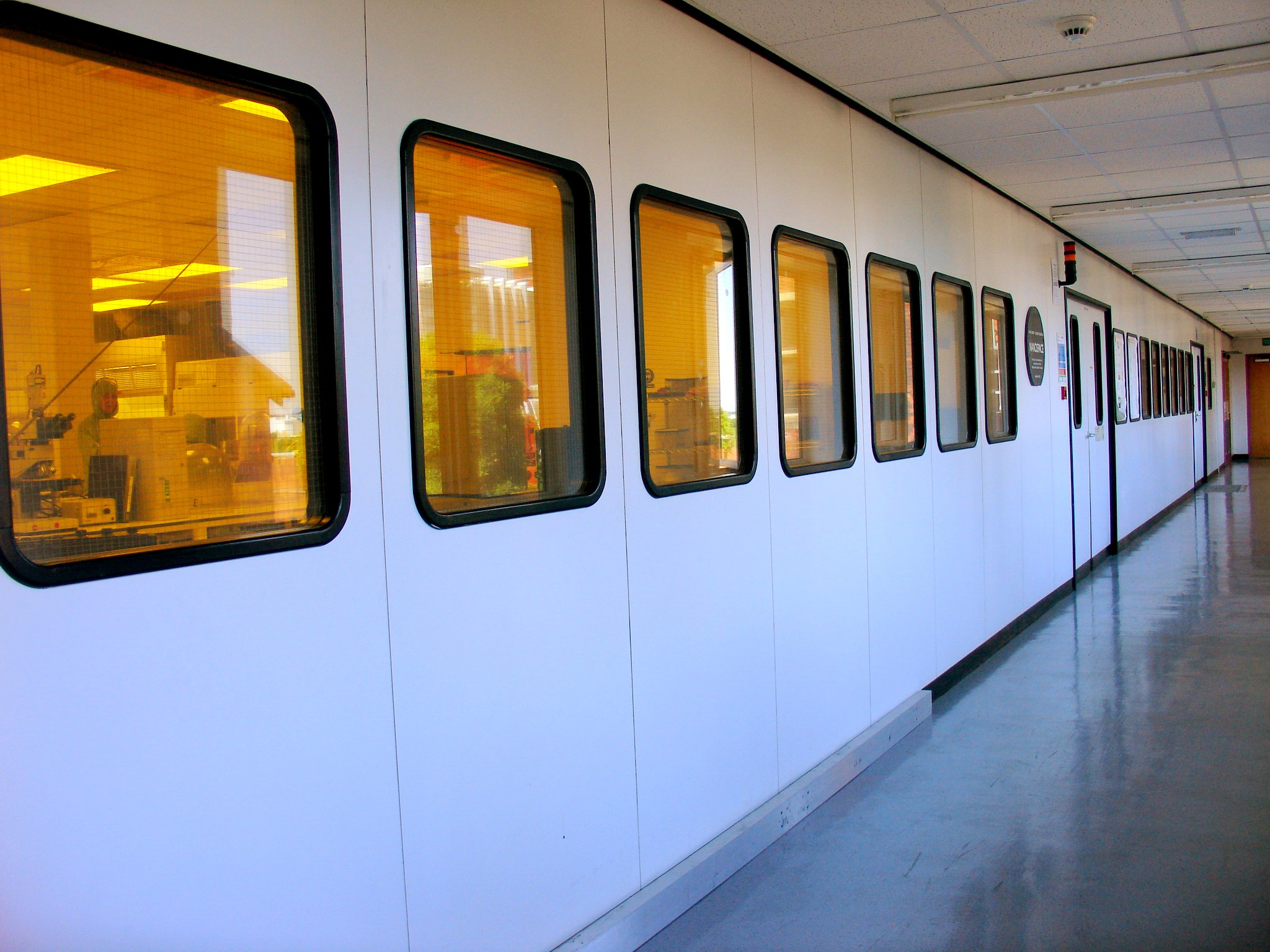
منظره بیرونی اتاق تمیز(دانشگاه کاردیف)

برخی اتاق‌های تمیز دارای فشار مثبت هوا هستند و در این موارد در صورت وجود هرگونه درز و شیار در محیط اتاق تمیز به هوای بیرون، هوا از محیط اتاق تمیز خارج می‌شود و با این فشار مثبت هوا، از ورود هوای بیرون از این شیارها به داخل اتاق پیشگیری صورت می‌گیرد. 
برخی اتاق‌های تمیز نیز به دستگاه‌های ویژه کنترل رطوبت هوا مجهز هستند که تلاش می‌کنند تا در موارد مورد نیاز رطوبت محیط را پایین نگه دارند. 
اتاقهای تمیز در هر رده بنا بر تعریف اولیه و مشخص باید دما، رطوبت، فشار، ذرات معلق را پایش کنند.

## دو نمونه از جریان هوا در اتاق تمیز
|  |  |

## رده بندی اتاق تمیز
اتاق تمیز بر اساس تعداد و حجم ذرات معلق در هر واحد از هوا در کلاس‌های مختلف تقسیم‌بندی می‌شوند.
اعداد بزرگی مانند کلاس ۱۰۰ یا کلاس ۱۰۰۰ مربوط به سیستم آمریکایی رده‌بندی می‌باشند و اجازه حضور ذرات با سایز ۰٫۵ میکرومتر یا بزرگتر را در هر فوت مکعب نمی‌دهند. این نوع استاندارد آمریکایی اجازه درج بالاتر را می‌دهد پس می‌توان پیش‌بینی کرد که ممکن است کلاس ۲۰۰۰ نیز پدید آید. 
اعداد کوچک‌تر به سیستم بین‌المللی ایزو ۱-۱۴۶۶۴ مربوط می‌شوند که از سیستم لگاریتم اعشاری برای تعیین تعداد ذرات معلق در هوا استفاده می‌کنند که از پایه ۰٫۱ میکرومتر آغاز می‌شوند و برای نمونه اتاق تمیز کلاس ۵ در بیشترین تعداد مجازش دارای ۱۰۰٬۰۰۰ عدد ذره می‌باشد. 
هر دو این استانداردها یک رابطه معکوس دوطرفه بین تعداد و اندازه ذرات معلق در هوا ایجاد کرده‌اند. به همین دلیل هرگز چیزی به عنوان تعداد صفر ذره معلق در هوا نخواهیم داشت. در جداول مربوط به این استانداردها، خانه‌های خالی کاربردی نیستند و عدم وجود عدد در آن‌ها نمایانگر عدد صفر نیست.
قابل ذکر است که در یک اتاق معمولی (محیط خانه) در حدود یک میلیون ذره موجود است.

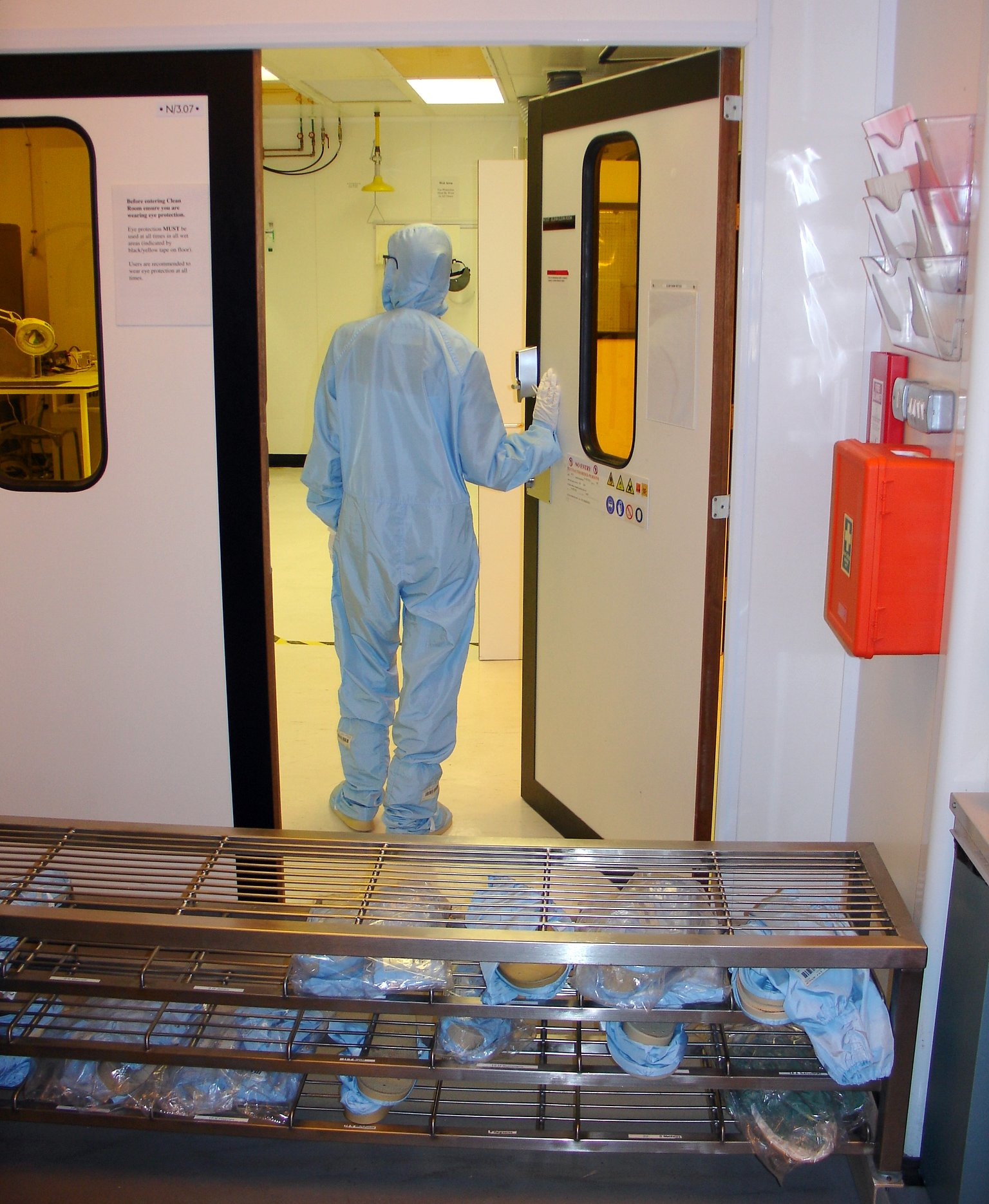
ورودی یک اتاق تمیز (دانشگاه کاردیف)

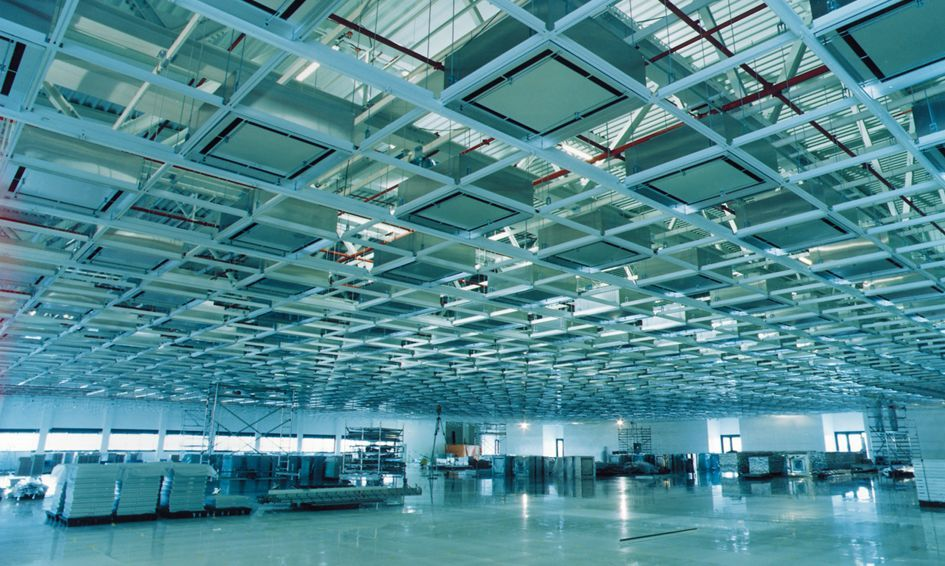
اتاق تمیز ویژه تولید قطعات بسیار ریز الکترونیکی

### سیستم بین‌المللی ISO 14644
استاندارد اتاق تمیز  ISO 14644 به‌طور عمومی مربوط به اتاق‌های تمیز می‌باشد. جدول زیر مبنای کلاس بندی در این استاندارد می‌باشد.
| Class | بیشترین ذرات معلق /m3 a | بیشترین ذرات معلق /m3 a | بیشترین ذرات معلق /m3 a | بیشترین ذرات معلق /m3 a | بیشترین ذرات معلق /m3 a | بیشترین ذرات معلق /m3 a | FED STD 209E معادل در استاندارد از رده خارج شده |
| Class | ≥0.1 µm                 | ≥0.2 µm                 | ≥0.3 µm                 | ≥0.5 µm                 | ≥1 µm                   | ≥5 µm                   | FED STD 209E معادل در استاندارد از رده خارج شده |
| --- | ----------------------- | ----------------------- | ----------------------- | ----------------------- | ----------------------- | ----------------------- | ----------------------------------------------- |
| ISO 1 | 10b                     | d                       | d                       | d                       | d                       | e                       |                                                 |
| ISO 2 | 100                     | 24b                     | 10b                     | d                       | d                       | e                       |                                                 |
| ISO 3 | 1,000                   | 237                     | 102                     | 35b                     | d                       | e                       | Class 1                                         |
| ISO 4 | 10,000                  | 2,370                   | 1,020                   | 352                     | 83b                     | e                       | Class 10                                        |
| ISO 5 | 100,000                 | 23,700                  | 10,200                  | 3,520                   | 832                     | d,e,f                   | Class 100                                       |
| ISO 6 | 1,000,000               | 237,000                 | 102,000                 | 35,200                  | 8,320                   | 293                     | Class 1,000                                     |
| ISO 7 | c                       | c                       | c                       | 352,000                 | 83,200                  | 2,930                   | Class 10,000                                    |
| ISO 8 | c                       | c                       | c                       | 3,520,000               | 832,000                 | 29,300                  | Class 100,000                                   |
| ISO 9 | c                       | c                       | c                       | 35,200,000              | 8,320,000               | 293,000                 | Room air                                        |
| a All concentrations in the table are cumulative, e.g. for ISO Class 5, the 10 200 particles shown at 0,3 μm include all particles equal to and greater than this size. b These concentrations will lead to large air sample volumes for classification. Sequential sampling procedure may be applied; see Annex D. c Concentration limits are not applicable in this region of the table due to very high particle concentration. d Sampling and statistical limitations for particles in low concentrations make classification inappropriate. e Sample collection limitations for both particles in low concentrations and sizes greater than 1 μm make classification at this particle size inappropriate, due to potential particle losses in the sampling system. f In order to specify this particle size in association with ISO Class 5, the macroparticle descriptor M may be adapted and used in conjunction with at least one other particle size. (See C.7.) |                         |                         |                         |                         |                         |                         |                                                 |

### سیستم بین‌المللی BS
BS ۵۲۹۵ استاندارد بین‌المللی 
|         | حداکثر تعداد ذرات معلق در هر فوت مکعب |           |         |        |        |
| Class   | ≥0.5 µm                               | ≥1 µm     | ≥5 µm   | ≥10 µm | ≥25 µm |
| Class 1 | 3،000                                 |           |         |        |        |
| Class 2 | 300،000                               |           | 2،000   | 30     |        |
| Class 3 |                                       | 1،000،000 | 20،000  | 4،000  | 300    |
| Class 4 |                                       |           | 200،000 | 40،000 | 4،000  |

## کاربرد اتاق تمیز در صنایع
اتاق تمیز در  صنایع داروسازی، تجهیزات پزشکی، صنایع خودرویی، کامپیوتر، صنایع فضایی، صنایع غذایی، صنایع لبنی، صنایع اپتیک، ساخت دی وی دی و الکترونیک، صنایع نانو تکنولوژی و بسیاری صنایع دیگر استفاده می‌شود.

## اتاق تمیز در صنعت بازیابی هارد
مقیاس تعداد ذرات موجود در یک متر مکعب در محیط شهری معمولی ۳۵۰۰۰۰۰ ذره در هر متر مکعب وجود دارد به این معنی است که در رنج ۰٫۵ میکرومتری و بزرگتر قرار می‌گیرد، در حالی که یک اتاق تمیز ISO-1 (با استاندارد بین‌المللی) در هر متر مکعب تنها ۱۲ ذره وجود دارد و در رنج ۰٫۳ میکرومتری و کوچکتر قرار می‌گیرد.

### جراحی هاردو بازیابی اطلاعات
وقتی که یک هارد دیسک در خارج از محیط اتاق تمیز باز می‌شود پلاترها و هد هارد به گرد و غبار و سایر ذرات موجود در هوا آلوده می‌شود.
وقتی هارد روشن است، هدهای مغناطیسی با سرعت فوق‌العاده بالایی روی پلاترها حرکت می‌کنند البته هد حدود ۳ نانومتر بالاتر از از سطح پلاتر است، بنابراین در صورتی که ذرات گرد و غبار روی هد و پلاتر بنشیند هد روی سطح پلاتر گیر می‌کند و می‌تواند آسیب‌های جدی به هارد وارد کند به طوری که بازیابی اطلاعات از هارد بسیار پیچیده و گاهی اوقات غیرممکن می‌شود.